# Manasseh Ishiaku
Manasseh Ishiaku (Port Harcourt, Nigeria, 9 de enero de 1983), futbolista nigeriano. Juega de delantero y su actual equipo es el FC Colonia de la Bundesliga de Alemania. 

## Selección nacional
Ha sido internacional con la Selección de fútbol de Nigeria, ha jugado 4 partidos internacionales.

## Clubes
| Club            | País     | Año       |
| --------------- | -------- | --------- |
| KSV Roeselare   | Bélgica  | 2000-2002 |
| RAA La Louvière | Bélgica  | 2002-2005 |
| Club Brujas     | Bélgica  | 2005-2007 |
| MSV Duisburgo   | Alemania | 2007-2008 |
| FC Colonia      | Alemania | 2008-     |

- Datos: Q940787